# الانتخابات الموريتانية العامة 1971
نظمت الانتخابات العامة في موريتانيا في 8 آب / أغسطس 1971 من أجل انتخاب رئيس الجمهورية وأعضاء الجمعية الوطنية، وهي المرة الأولى التي أجريت فيها الانتخابان بشكل متزامن. حينها كانت البلاد دولة ذات حزب واحد، وكان حزب الشعب الموريتاني هو الحزب القانوني الوحيد. وكان الرئيس حينها المختار ولد داداه، هو المرشح الوحيد في الانتخابات الرئاسية، وأعيد انتخابه دون معارضة لمأمورية ثالثة في المنصب، كما فاز حزب الشعب الموريتاني بجميع المقاعد الخمسين في انتخابات الجمعية الوطنية. وبلغت نسبة المشاركة في الانتخابات البرلمانية 95.6٪.

## خلفية
أصبحت موريتانيا تحت السيطرة المباشرة للإمبراطورية الاستعمارية الفرنسية خلال عام 1933. وبعد استقالها في 28 نوفمبر 1960، أعلنت البلاد نفسها الجمهورية الإسلامية الموريتانية، وأصبح ولد داداه أول رئيس لها. وأعلن البلاد دولة الحزب الواحد في عام 1964، وخلال عام 1965 اندمجت جميع الأحزاب مع حزب التجمع الموريتاني الحاكم لتشكيل حزب الشعب الموريتاني.

## النتائج

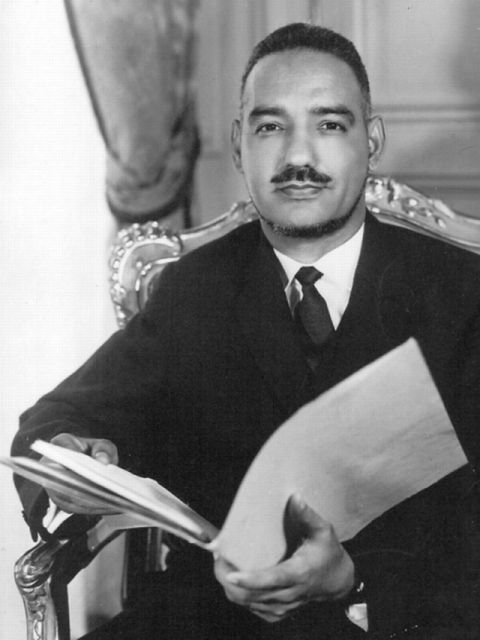
المختار ولد داده، الرئيس حينها والفائز في الانتخابات الرئاسية لعام 1971

### الانتخابات الرئاسية
| المرشح                          | المرشح                          | الحزب                           | الأصوات | %      |
| ------------------------------- | ------------------------------- | ------------------------------- | ------- | ------ |
|                                 | المختار ولد داداه               | حزب الشعب الموريتاني            | 512٬708 | 100.00 |
| المجموع                         | المجموع                         | المجموع                         | 512٬708 | 100.00 |
|                                 |                                 |                                 |         |        |
| الأصوات الصحيحة                 | الأصوات الصحيحة                 | الأصوات الصحيحة                 | 512٬708 | 99.53  |
| الأصوات الباطلة والفارغة        | الأصوات الباطلة والفارغة        | الأصوات الباطلة والفارغة        | 2٬413   | 0.47   |
| مجموع الأصوات                   | مجموع الأصوات                   | مجموع الأصوات                   | 515٬121 | 100.00 |
| الناخبين المسجلين ومعدل الإقبال | الناخبين المسجلين ومعدل الإقبال | الناخبين المسجلين ومعدل الإقبال | 534٬994 | 96.29  |
| المصدر: Nohlen et al.           |                                 |                                 |         |        |

| المرشح                          | المرشح                          | الحزب                           | الأصوات | %      |
| ------------------------------- | ------------------------------- | ------------------------------- | ------- | ------ |
|                                 | المختار ولد داداه               | حزب الشعب الموريتاني            | 512٬708 | 100.00 |
| المجموع                         | المجموع                         | المجموع                         | 512٬708 | 100.00 |
|                                 |                                 |                                 |         |        |
| الأصوات الصحيحة                 | الأصوات الصحيحة                 | الأصوات الصحيحة                 | 512٬708 | 99.53  |
| الأصوات الباطلة والفارغة        | الأصوات الباطلة والفارغة        | الأصوات الباطلة والفارغة        | 2٬413   | 0.47   |
| مجموع الأصوات                   | مجموع الأصوات                   | مجموع الأصوات                   | 515٬121 | 100.00 |
| الناخبين المسجلين ومعدل الإقبال | الناخبين المسجلين ومعدل الإقبال | الناخبين المسجلين ومعدل الإقبال | 534٬994 | 96.29  |
| المصدر: Nohlen et al.           |                                 |                                 |         |        |

### الجمعية الوطنية
تم انتخاب جميع مرشحي حزب الشعب الموريتاني بدون معارضة.
| الحزب                           | الحزب                           | الأصوات | %      | المقاعد | +/– |
| ------------------------------- | ------------------------------- | ------- | ------ | ------- | --- |
|                                 | حزب الشعب الموريتاني            | 504٬406 | 100.00 | 50      | +10 |
| المجموع                         | المجموع                         | 504٬406 | 100.00 | 50      | +10 |
|                                 |                                 |         |        |         |     |
| الأصوات الصحيحة                 | الأصوات الصحيحة                 | 504٬406 | 98.63  |         |     |
| الأصوات الباطلة والفارغة        | الأصوات الباطلة والفارغة        | 7٬008   | 1.37   |         |     |
| مجموع الأصوات                   | مجموع الأصوات                   | 511٬414 | 100.00 |         |     |
| الناخبين المسجلين ومعدل الإقبال | الناخبين المسجلين ومعدل الإقبال | 534٬994 | 95.59  |         |     |
| المصدر: Nohlen et al.           |                                 |         |        |         |     |

| الحزب                           | الحزب                           | الأصوات | %      | المقاعد | +/– |
| ------------------------------- | ------------------------------- | ------- | ------ | ------- | --- |
|                                 | حزب الشعب الموريتاني            | 504٬406 | 100.00 | 50      | +10 |
| المجموع                         | المجموع                         | 504٬406 | 100.00 | 50      | +10 |
|                                 |                                 |         |        |         |     |
| الأصوات الصحيحة                 | الأصوات الصحيحة                 | 504٬406 | 98.63  |         |     |
| الأصوات الباطلة والفارغة        | الأصوات الباطلة والفارغة        | 7٬008   | 1.37   |         |     |
| مجموع الأصوات                   | مجموع الأصوات                   | 511٬414 | 100.00 |         |     |
| الناخبين المسجلين ومعدل الإقبال | الناخبين المسجلين ومعدل الإقبال | 534٬994 | 95.59  |         |     |
| المصدر: Nohlen et al.           |                                 |         |        |         |     |